# ورتیلوم

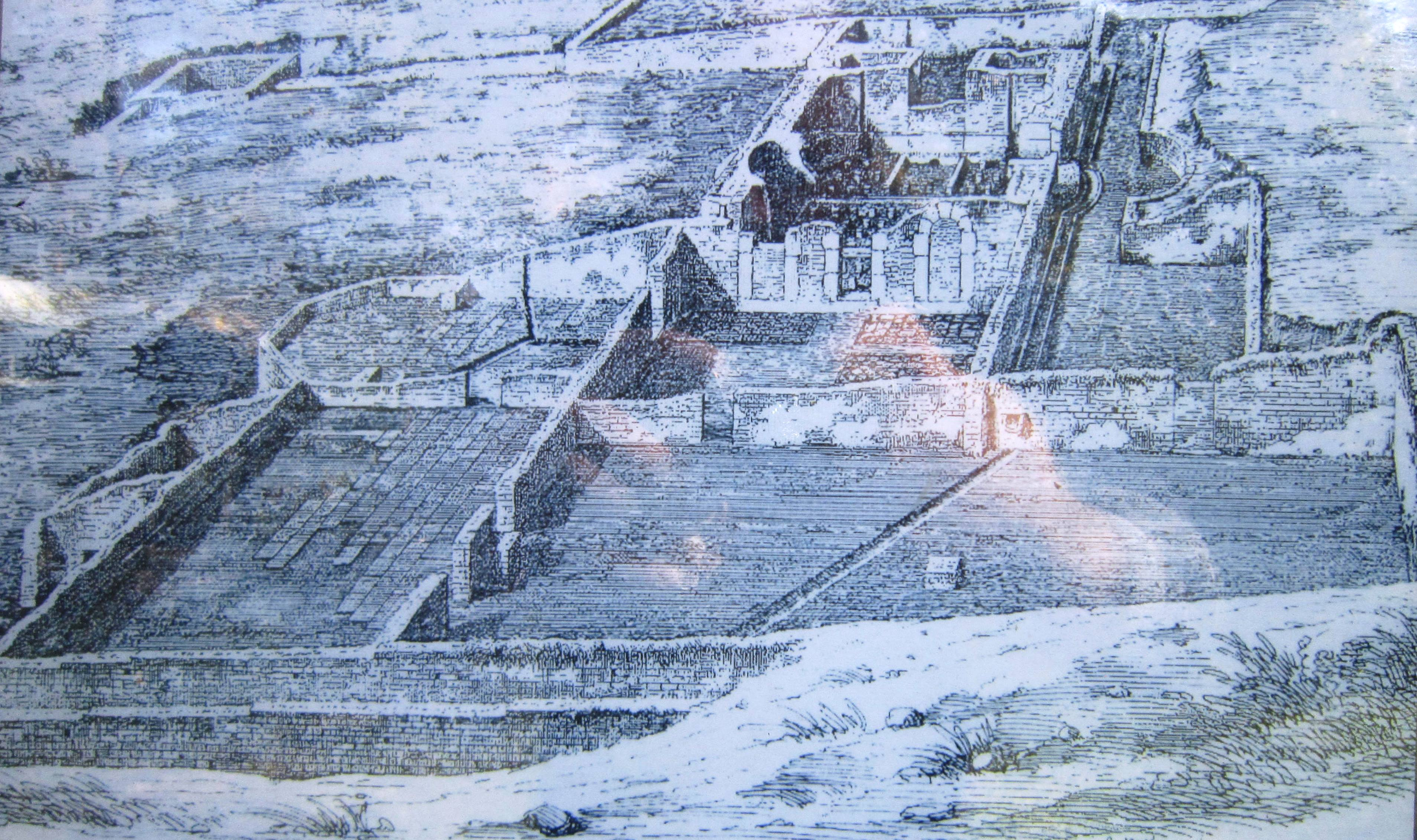
نمایی از ورتیلوم

ورتیلوم (انگلیسی: Vertillum) یک مکان رومی گلی در جامعه مدرن ورتولت در ساحل طلا در شرق فرانسه است که در کوت دور قرار دارد.